# Mahavidyas

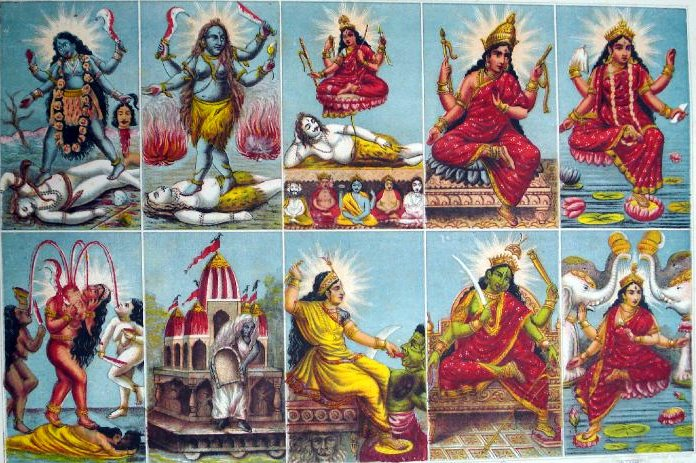
Die zehn Mahavidyas

Die Mahavidyas (von Sanskrit महाविद्या Mahāvidyā = „große Verkörperung“ oder „großes Wissen“) sind eine Gruppe von zehn tantrischen Göttinnen, von denen die meisten in zornvollen und schrecklichen Formen erscheinen: Kali, Tara, Chinnamasta, Bhuvaneshvari, Bagala, Dhumavati, Kamala, Mitangi, Sodashi (auch Sundari) und Bhairavi oder Tripura Bhairavi.

## Geschichte
In der hinduistischen literarischen Tradition erscheinen sie erst während des Mittelalters und stellen wahrscheinlich einen Aspekt der Mahadevi-Theologie dar, denn diese manifestiert sich in unterschiedlichen Formen. So gelten die Mahavidyas auch als Erscheinungen von Parvati, Kali oder Durga.

## Mythologie
Der Vater Satis, der Ehefrau Shivas, Daksha, plante ein großes Opfer und lud alle Bewohner der himmlischen Sphären dazu ein. Nur Sati und Shiva wurden nicht eingeladen, da Daksha nicht mit dem wilden Gebaren seines unzivilisierten Schwiegersohnes einverstanden war. Shiva war dies gleichgültig; Sati jedoch beschloss zu dem Opfer zu gehen, um es zu stören. Shiva wollte es ihr verbieten, und als Sati ihn nicht umstimmen konnte, verlor Sati ihre Form und die zehn schrecklichen Mahavidyas entstanden aus ihr. Shiva bekam Angst vor Satis fürchterlichen Erscheinungen, die ihn umgaben, und gab seine Erlaubnis, zu dem Opfer des Daksha zu gehen. Sati nahm die Form der Kali an, störte das Opfer und beging dann Selbstmord. In einer anderen Version des Mythos ging Sati in ihrer eigenen friedfertigen Form zu dem Opfer.
In einem anderen Mythos, der dem Shiva-Purana entstammt, eroberte ein Dämon namens Durgama durch einen Knochen des Schöpfers Brahma die Kontrolle über die 4 Veden, und dadurch bekam er Macht über das ganze Universum. Deshalb entstand eine verheerende Dürre auf der Erde. Die Götter riefen die Göttin an, um die Welt zu retten. Diese brachte zuerst wieder Wasser auf die Erde und stritt eine Schlacht mit dem Dämon, in der sie die Formen der zehn Mahavidyas und aus diesen unendliche Formen von Göttinnen annahm. Sie besiegte den Dämon und brachte die Veden zu den Göttern zurück. Da die Göttin den Dämon Durgama besiegt hatte, wurde sie nun Durga genannt.

## Bedeutung
In diesen Mythen spielen die Mahavidyas die Rolle, zu zeigen, dass das Weibliche selbst stärker ist als Shiva und die anderen männlichen Götter, und es liegt nahe anzunehmem, dass die Shaktas die Überlegenheit der Mahadevi zeigen wollten.
Die Mahavidyas sind tantrische Göttinnen und sollen ihren Anhängern magische Kräfte verleihen können. Im Mythos zwingt Sati in ihren schrecklichen Erscheinungen Shiva, Mantras und Anweisungen zur Verehrung der Mahavidyas zu geben. Sati sagt, sie sei in diesen Formen erschienen, damit die Gläubigen nicht nur Moksha erlangen, sondern auch magische Kräfte und Begierden.
In speziellen Formen tantrischer Praktiken und Meditationen gelten die Mahavidyas als Dasha Mahavidyas, „die 10 Formen des Wissens“, und werden als innere Kräfte der Psyche und des Universums angesehen, als Form der kosmischen Shakti. Sie repräsentieren in diesem Tantra jeweils Bereiche der Selbsterfahrung und der Transzendenz. Einige Erscheinungen der Mahavidyas repräsentieren dabei die Große Mutter selbst, wie Sundari (auch Lalita Devi), die in Südindien verehrt wird, oder Tara, die in Nord- und Westindien, in Kaschmir und als Bodhisattva in Tibet verehrt wird.

## Bezug zu Vishnu
Die zehn Mahavidyas können auch als Shakta-Version der Avatare Vishnus angesehen werden, denn im Guhyatiguhya-Tantra wird jede der Mahavidyas mit einem Avatar des Vishnu gleichgesetzt und die Avatare des Vishnu sollen aus den Mahavidyas entstehen. Trotzdem unterscheiden sich die Mahavidyas von den Avataras des Vishnu, da sie keine Hüter kosmischer Ordnung sind und auch keine kriegerischen Göttinnen wie Durga, die die Dämonen besiegt.